# Power Rangers: Samurai
Power Rangers: Samurai, vanaf het tweede seizoen bekend als Power Rangers Super Samurai, is de naam van het 18e en 19e seizoen van de Amerikaanse televisieserie Power Rangers,, dat van 7 februari 2011 t/m 15 december 2012 uitgezonden werd in de Verenigde Staten. In Nederland en Vlaanderen is de serie in nagesynchroniseerde vorm uitgezonden op Nickelodeon, Nick Toons en VTM.
De serie is geproduceerd door Saban Capital Group, die in 2010 de Power Rangers-franchise terugkocht van Disney. De serie is gebaseerd op de Japanse Super Sentai-serie Samurai Sentai Shinkenger. De serie telt 45 afleveringen. De serie breekt met de traditie om elk jaar een nieuw team te introduceren.

## Plot
Vijf jonge hedendaagse samoerai: Jayden, Kevin, Emily, Mike en Mia, veranderen dankzij de krachtsymbolen van de elementen vuur, water, bos, lucht en aarde in Power Rangers. Ze nemen het op tegen de Nighloks, een groep monsters uit de Sanzu, geleid door Xandred. Ze willen deze rivier laten overstromen om zo de wereld te kunnen veroveren.
Bij aanvang van de serie zijn de vijf reeds rangers. Hoe ze hun krachten hebben gekregen wordt mogelijk later in de serie onthuld. Antonio Garcia, een rondreizende visser en jeugdvriend van Jayden, komt het team later in de serie versterken.

## Personages

### Rangers
Jayden/Red Samurai Ranger 1Jayden, gespeeld door Alex Heartman. Jayden zijn vader is gestorven in een gevecht met master Xandred, Jayden is nu aan de beurt om de Nighlok te verslaan. Hij is de leider van de rangers en daarom mentors Ji zijn favoriet. Hij zegt aan het einde van een gevecht altijd "Victory is Ours" (ook al ligt de hele stad in puin). Jayden is een voorbeeld voor veel jonge kinderen omdat hij een sterk doorzettingsvermogen heeft en een knap uiterlijk. Zijn wapen is de Fire Smasher.
Kevin/Blue Samurai RangerKevin, gespeeld door Najee De-Tiege. Kevin is een professionele zwemmer en hij vond het moeilijk om zijn carrière achter zich te laten. Hij is een trainer en staat altijd voor mentor Ji en het team klaar. Zijn wapen is de Hydrobow.
Mia/Pink Samurai RangerMia, gespeeld door Erika Fong, gedraagt zich als de grote zus van het team. Ze kan niet goed koken,maar Lauren vindt het heerlijk. Mia staat altijd voor iedereen klaar. Haar wapen is de Skyfan.
Mike/Green Samurai RangerMike, gespeeld door Hector David. Hij nam mentor Ji één keer in de maling en daar werd mentor JI (en de rest van het team) erg boos om. Mentor Ji heeft Mike geleerd dat hij een connectie met het bos kan vinden. Zijn wapen is de Forest Spear. Hij is verliefd op Emily.
Emily/Yellow Samurai RangerEmily, gespeeld door Brittany Anne Pirtle. Ze speelt fluit, ze werd gepest en haar zus stond altijd voor haar klaar. Ze heeft ook een groot hart. Ze vraagt vaak aan mensen: gaat het wel? Haar wapen is de Earth Slicer.
Antonio/Gold Samurai RangerAntonio gespeeld door Steven Skyler. Antonio is een jeugd vriend van Jayden. Hij werd niet direct door iedereen geaccepteerd, maar hij heeft zijn plek in het team verdiend. Zijn wapen is Baracuda Blade. Zijn zord heet Clawzord. Hij duikt voor het eerst op in aflevering 13.
Lauren/Red Samurai Ranger 2Lauren, gespeeld door Kimberley Crossman, is de zus van Jayden. Zij is de daadwerkelijke rode ranger, heeft sterkere krachten dan Jayden, maar is als kind gaan schuilen voor de Nighloks om haar krachten goed te beheersen. Jayden neemt daarbij haar plaats in om de aandacht van haar weg te trekken. Wanneer ze eindelijk de zegelring symbool dat Master Xandred kan verslaan, bemachtigt en beheerst, keert ze terug naar het team. Hierbij verlaat Jayden het team en neemt Lauren zijn plek in. In de eerste verschijning gebruikt ze de morpher van haar vader.

### Bondgenoten
Mentor JiMentor Ji, gespeeld door Rene Naufahu, is de sensei van de rangers. Mentor Ji leert het team belangrijke levenslessen waar jonge kinderen ook van kunnen leren. Ook laat hij soms zien dat Jayden zijn favoriet is.
Farkas "Bulk" BulkmeierBulk is weer van de partij in deze serie, wederom gespeeld door Paul Schrier. Hij wil Spike, de zoon van zijn broer Skull, trainen tot samurai.
Spike SkullovitchSpike, gespeeld door Felix Ryan, is de zoon van Bulks oude vriend Eugene "Skull" Skullovitch. Hij wil ook een samoerai worden en heeft een oogje op de roze ranger.

### Schurken
De schurken in de serie zijn Master Xandred en een leger monsters genaamd de Nighloks. Ze verblijven in een jonk op de rivier Sanzu.
Master XandredMaster Xandred de leider van de Nighloks, gewapend met een kromzwaard.
DayuDayu is een van Master Xandreds twee volgelingen.
OctorooOctoroo is een van Master Xandreds twee volgelingen.
MoogersThe Moogers zijn Master Xandreds soldaten, gewapend met zwaarden en bogen.
DekerDeker is een half mens/half Nighlok die vervloekt is.

## Zords
De zords in de serie zijn zogenaamde Foldingzords; ze kunnen de vorm van een embleem en een dier aannemen, en zijn normaal op zakformaat zodat de Rangers ze overal mee kunnen nemen. Met de kanji voor "super" (超, chō) kunnen de rangers hen tot een enorm formaat laten groeien.
- Lion Foldingzord: Jayden's Zord
- Dragon Foldingzord: Kevin's Zord
- Turtle Foldingzord Mia's Zord
- Bear Foldingzord: Mike's Zord
- Ape Foldingzord: Emily's Zord
- Clawzord: Antonio's Zord

- Samurai Megazord: De Samurai Megazord wordt gevormd uit de vijf primaire foldingzords van de Rangers. Hij is gewapend met een katana.
- Clawzord Megazord: De clawzord kan veranderen in een megazord gewapend met 2 zwaarden en/of scharen

## Achtergrond
Saban kondigde aan de serie te willen promoten met een "agressieve" multimedia-marketing, waaronder videospellen, online filmpjes en via sociale media zoals Facebook. Tevens staat een film over de serie op de planning.
De serie bevat veel referenties naar de oudere Power Rangers-series van voordat Disney de franchise overkocht. Zo doet Bulk, een vast personage uit Mighty Morphin Power Rangers t/m Power Rangers: Lost Galaxy, weer mee in deze serie. Ook is de titelsong van de serie een herbewerking van de originele "Go Go Power Rangers" titelsong uit Mighty Morphin Power Rangers.